# Hartmannshain
Hartmannshain ist ein Ortsteil der Gemeinde Grebenhain im mittelhessischen Vogelsbergkreis.

## Geografie

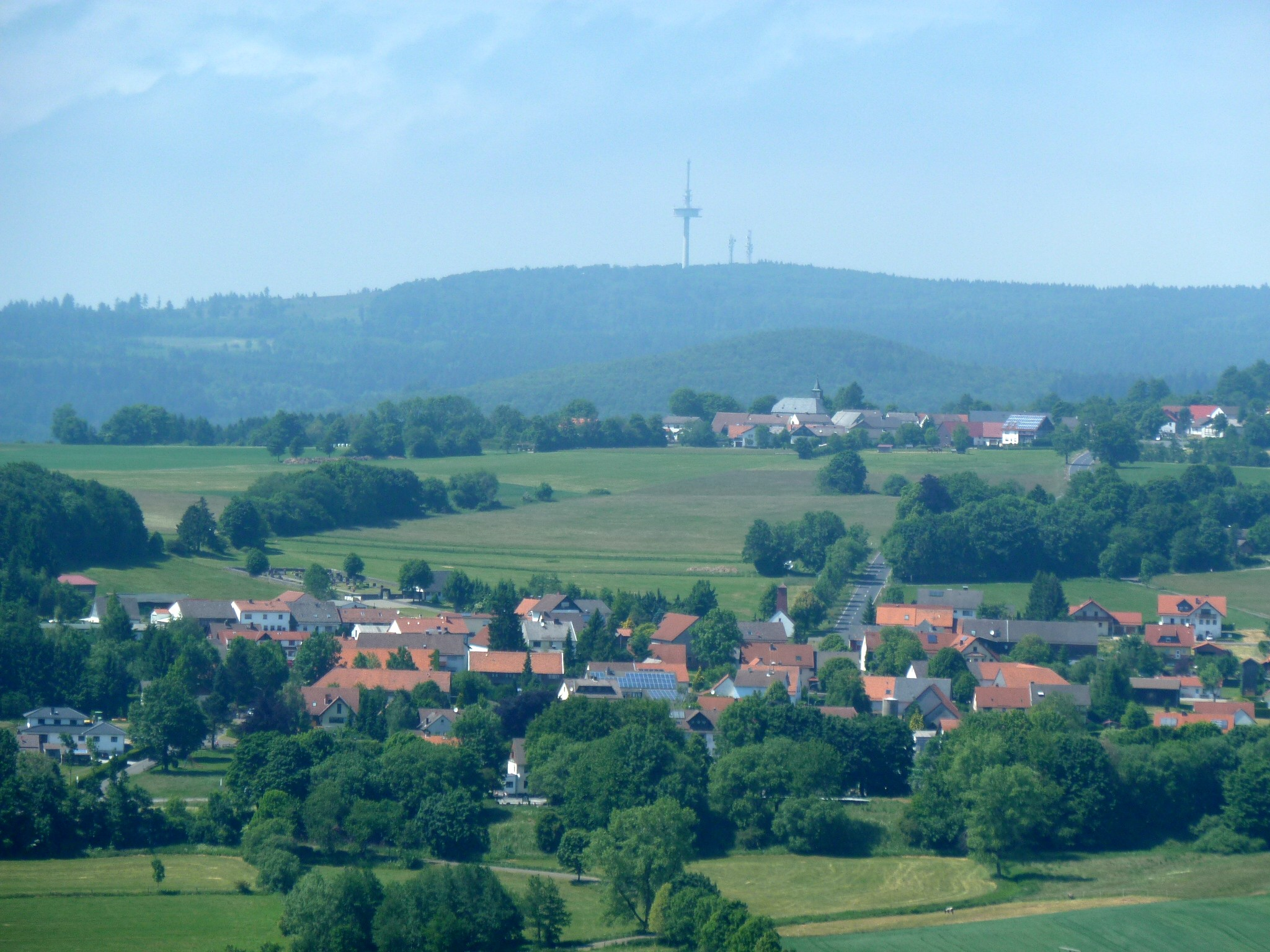
Blick auf Hartmannshain und Herchenhain von einer Anlage im benachbarten Windpark

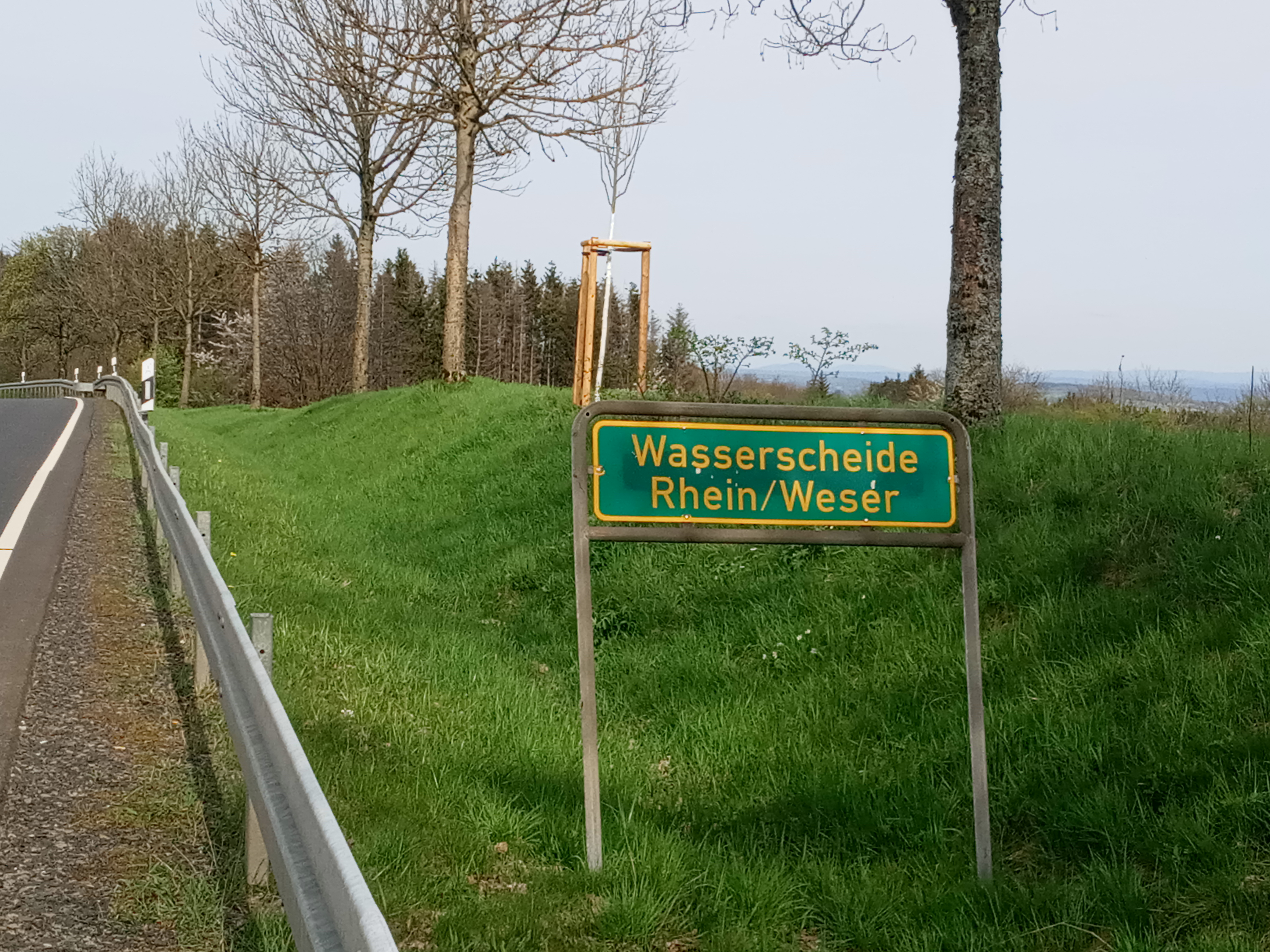
Wasserscheide Rhein-Weser B275 bei Hartmannshain nach Osten

Hartmannshain liegt etwa 2 km südlich der 733 m hohen Herchenhainer Höhe im Hohen Vogelsberg in einer Höhe von 585 m ü. NN. Im Ort entspringt die Salz, die nach rund 30 km bei Salmünster in die Kinzig mündet. Südöstlich an den Gemarkungsgrenzen zu Bermuthshain und Völzberg erstreckt sich der bis zu 607 m hohe Höhenzug Weißer Stein. Etwa 200 m westlich des Ortsausgangs auf der B 275 ist die Wasserscheide Rhein Weser

## Geschichte

### Ortsgeschichte
Wie die meisten benachbarten Dörfer ist Hartmannshain vermutlich um 1000 im Zusammenhang mit der zunehmenden Rodung und dem Landesausbau im Vogelsberggebiet während des hohen Mittelalters entstanden. Es gehörte zum Besitz des Klosters Fulda in der Wetterau, der im Hochmittelalter von den Grafen von Nidda als dessen Vögten verwaltet wurde. Nach dem Erlöschen des Niddaer Grafenhauses 1206 kam die Ortschaft an die Grafen von Ziegenhain und, noch vor deren Aussterben, 1434 an die Landgrafen von Hessen. In althessischer Zeit gehörte Hartmannshain stets zum Amt Nidda und zum Gericht Burkhards. Nach den verschiedenen hessischen Landesteilungen im 16. Jahrhundert gehörte es ab 1604 zur Landgrafschaft Hessen-Darmstadt.
Die älteste bekannte schriftliche Erwähnung des Ortes findet sich in einer zwischen 1400 und 1425 entstandenen Auflistung der Pfarreien im Erzbistum Mainz und deren Filialorte als Hartmanshayn.
Nach dem Inkrafttreten der neuen hessischen Gemeindeordnung 1821 wurde die aus dem Mittelalter überkommene Gerichtsorganisation abgeschafft und das bisherige Gericht Burkhards aufgelöst. An die Stelle des bisherigen Schultheißen trat ein gewählter Bürgermeister. Hartmannshain gehörte zunächst zum Landratsbezirk Schotten, bevor es 1832 in den Kreis Nidda eingegliedert wurde. 1848 wurde das Dorf Teil des kurzlebigen Regierungsbezirks Nidda und kam nach dessen Auflösung 1852 zum Kreis Schotten.
Die Statistisch-topographisch-historische Beschreibung des Großherzogthums Hessen berichtet 1830 über Hartmannshain:

„Hartmannshain (L. Bez. Schotten) evangel. Filialdorf; liegt im Vogelsberg 2 1⁄2 St. von Schotten am Bilstein, hat 42 Häuser und 341 Einwohner, die außer 1 Katholiken evangelisch sind. – Auf einem nahe liegenden Berge soll die Altenburg, Sitz des Grafen Bertholds von Nidda, gestanden haben.“

Während die historische Frankfurter Straße oberhalb an Hartmannshain vorbei über Herchenhain führte, erfolgte zwischen 1831 und 1857 der Bau einer neuen Chaussee von Lauterbach (Hess) nach Gedern, die unmittelbar südlich des Ortes verlief. Im Jahr 1906 wurde der Bahnhof Hartmannshain an der Oberwaldbahn zwischen Lauterbach (Hess) und Stockheim eröffnet. Er war die höchstgelegene Bahnstation im Großherzogtum Hessen.
1887 ließ die Gemeinde Hartmannshain ein neues Schulhaus für ihre einklassige Volksschule erbauen. 1922 erfolgte der Anschluss an das elektrische Stromnetz des Überlandwerks Oberhessen. Im Jahr 1934 wurde die Verlängerung der Vogelsberger Südbahn von Birstein nach Hartmannshain eröffnet, die jedoch bereits 1958/59 wegen Unrentabilität wieder stillgelegt und anschließend zurückgebaut werden sollte. Die Vogelsbergbahn blieb dagegen noch bis 1975 für den Personenverkehr in Betrieb. Anschließend erfolgte zwischen Oberwald und Ober-Seemen der Abbau der Gleisanlagen, womit Hartmannshain seinen Gleisanschluss wieder einbüßte.
Nach dem Ort wurde die von 1936 bis 1945 bestehende Luftmunitionsanstalt Hartmannshain im Oberwald benannt, die jedoch zur Gänze in der Gemarkung der Nachbargemeinde Grebenhain lag. In die Zeit des Nationalsozialismus fiel auch die Auflösung des Kreises Schotten zum 1. November 1938. Hartmannshain wurde zusammen mit seinen Nachbargemeinden Herchenhain und Volkartshain in den Landkreis Lauterbach eingegliedert.
Die örtliche Schule wurde im Rahmen der Einführung der Mittelpunktschule in Hessen im Jahr 1966 geschlossen, nachdem die Klassen 5–8 bereits seit 1962 die Schule im benachbarten Grebenhain besuchten. Das Schulhaus in Hartmannshain wurde anschließend 1970/71 zu einem Dorfgemeinschaftshaus umgebaut.

### Hartmannshain in der Großgemeinde Grebenhain
Im Zuge der Gebietsreform in Hessen fusionierte die bis dahin selbständige Gemeinde Hartmannshain mit zehn benachbarten Gemeinden freiwillig zum 31. Dezember 1971 zur neugebildeten Großgemeinde Grebenhain. Seit dem 1. August 1972 gehört der Ort außerdem zum damals neugebildeten Vogelsbergkreis. Für die nach Grebenhain eingegliederten Gemeinden wurden je ein Ortsbezirk mit Ortsbeirat und Ortsvorsteher nach der Hessischen Gemeindeordnung gebildet.
1988 erfolgte der Bau einer gemeinsam mit Herchenhain genutzten Kläranlage. Im November 1990 wurde auf dem Weißen Stein der erste deutsche Windpark im Mittelgebirge und zugleich der erste Windpark in Hessen in Betrieb genommen.

### Verwaltungsgeschichte im Überblick
Die folgende Liste zeigt die Staaten und Verwaltungseinheiten, denen Hartmannshain angehört(e):
- Vor 1450: Heiliges Römisches Reich, Grafschaft Ziegenhain, Amt Nidda
- 1450–1495: Erbstreit zwischen der Landgrafschaft Hessen und den Grafen von Hohenlohe
- ab 1450: Heiliges Römisches Reich, Landgrafschaft Hessen, Amt Nidda[9]
- ab 1567: Heiliges Römisches Reich, Landgrafschaft Hessen-Marburg, Amt Nidda[10]
- 1604–1648: Heiliges Römisches Reich, strittig zwischen Landgrafschaft Hessen-Darmstadt und Landgrafschaft Hessen-Kassel (Hessenkrieg)
- ab 1604: Heiliges Römisches Reich, Landgrafschaft Hessen-Darmstadt, Oberfürstentum Hessen, Amt Nidda[11]
- 1787: Heiliges Römisches Reich, Landgrafschaft Hessen-Darmstadt, Oberfürstentum Hessen, Amt Nidda und Lißberg[12]
- ab 1806: Großherzogtum Hessen,[Anm. 2] Fürstentum Ober-Hessen, Amt Lißberg[13][14]
- ab 1815: Großherzogtum Hessen, Provinz Oberhessen, Amt Lißberg[15]
- ab 1821: Provinz Oberhessen, Landratsbezirk Schotten[16][Anm. 3]
- ab 1832: Großherzogtum Hessen, Provinz Oberhessen, Kreis Nidda
- ab 1848: Großherzogtum Hessen, Regierungsbezirk Nidda
- ab 1852: Großherzogtum Hessen, Provinz Oberhessen, Kreis Schotten
- ab 1867: Norddeutscher Bund, Großherzogtum Hessen, Provinz Oberhessen, Kreis Schotten
- ab 1871: Deutsches Reich, Großherzogtum Hessen, Provinz Oberhessen, Kreis Schotten
- ab 1918: Deutsches Reich, Volksstaat Hessen, Provinz Oberhessen, Kreis Schotten
- ab 1938: Deutsches Reich, Volksstaat Hessen, Landkreis Lauterbach
- ab 1945: Deutsches Reich, Amerikanische Besatzungszone, Groß-Hessen, Regierungsbezirk Darmstadt, Landkreis Lauterbach
- ab 1946: Deutsches Reich, Amerikanische Besatzungszone, Hessen, Regierungsbezirk Darmstadt, Landkreis Lauterbach
- ab 1949: Bundesrepublik Deutschland, Hessen, Regierungsbezirk Darmstadt, Landkreis Lauterbach
- ab 1972: Bundesrepublik Deutschland, Hessen, Regierungsbezirk Darmstadt, Vogelsbergkreis, Gemeinde Grebenhain
- ab 1981: Bundesrepublik Deutschland, Hessen, Regierungsbezirk Gießen, Vogelsbergkreis, Gemeinde Grebenhain

### Gerichte seit 1803
In der Landgrafschaft Hessen-Darmstadt wurde mit Ausführungsverordnung vom 9. Dezember 1803 das Gerichtswesen neu organisiert. Für die Provinz Oberhessen wurde das „Hofgericht Gießen“ eingerichtet. Es war für normale bürgerliche Streitsachen Gericht der zweiten Instanz, für standesherrliche Familienrechtssachen und Kriminalfälle die erste Instanz. Die Rechtsprechung der ersten Instanz wurde durch die Ämter bzw. Standesherren vorgenommen und somit war für Hartmannshain das Amt Lißberg zuständig. Im Großherzogtum Hessen wurden die Aufgaben der ersten Instanz 1821–1822 im Rahmen der Trennung von Rechtsprechung und Verwaltung auf die neu geschaffenen Land- bzw. Stadtgerichte überragen. Hartmannshain fiel in den Gerichtsbezirk des „Landgerichts Schotten“. Von April bis Oktober 1853 gehörte Hartmannshain kurzzeitig zum Landgericht Herbstein.
Anlässlich der Einführung des Gerichtsverfassungsgesetzes mit Wirkung vom 1. Oktober 1879, infolge derer die bisherigen großherzoglichen Landgerichte durch Amtsgerichte an gleicher Stelle ersetzt wurden, während die neu geschaffenen Landgerichte nun als Obergerichte fungierten, kam es zur Umbenennung in „Amtsgericht Schotten“ und Zuteilung zum Bezirk des Landgerichts Gießen.  Am 1. November 1907 wurde Hartmannshain dem Bezirk des Amtsgerichts Ortenberg zugeteilt.
Mit Wirkung vom 1. November 1949 wurden Hartmannshain dem Bezirk des Amtsgerichts Herbstein zugewiesen. Am 1. Juli 1957 verlor das Amtsgericht Herbstein seine Selbständigkeit und wurde endgültig – nachdem es dies schon zu Ende des Zweiten Weltkrieges war – zur Zweigstelle des Amtsgerichts Lauterbach. Am 1. Juli 1968 wurde diese Zweigstelle aufgehoben. Am 1. Januar 2005 wurde das Amtsgericht Lauterbach als Vollgericht aufgehoben und zur Zweigstelle des Amtsgerichts Alsfeld herabgestuft. Zum 1. Januar 2012 wurde auch diese Zweigstelle geschlossen.

## Bevölkerung

### Einwohnerstruktur 2011
Nach den Erhebungen des Zensus 2011 lebten am Stichtag dem 9. Mai 2011 in Hartmannshain 237 Einwohner. Darunter waren 3 (1,3 %) Ausländer.
Nach dem Lebensalter waren 39 Einwohner unter 18 Jahren, 90 zwischen 18 und 49, 63 zwischen 50 und 64 und 45 Einwohner waren älter. Die Einwohner lebten in 96 Haushalten. Davon waren 27 Singlehaushalte, 21 Paare ohne Kinder und 39 Paare mit Kindern, sowie 9 Alleinerziehende und 3 Wohngemeinschaften. In 18 Haushalten lebten ausschließlich Senioren und in 60 Haushaltungen lebten keine Senioren.

### Einwohnerentwicklung
| • 1791: | 265 Einwohner                      |
| • 1800: | 258 Einwohner                      |
| • 1806: | 288 Einwohner, 44 Häuser           |
| • 1829: | 341 Einwohner, 42 Häuser           |
| • 1867: | 277 Einwohner, 50 bewohnte Gebäude |
| • 1875: | 250 Einwohner, 52 bewohnte Gebäude |

| Hartmannshain: Einwohnerzahlen von 1791 bis 2020 | Hartmannshain: Einwohnerzahlen von 1791 bis 2020 | Hartmannshain: Einwohnerzahlen von 1791 bis 2020 | Hartmannshain: Einwohnerzahlen von 1791 bis 2020 | Hartmannshain: Einwohnerzahlen von 1791 bis 2020 |
| --- | ------------------------------------------------ | ------------------------------------------------ | ------------------------------------------------ | ------------------------------------------------ |
| Jahr |                                                  |                                                  |                                                  | Einwohner                                        |
| 1791 | 1791                                             |                                                  | 265                                              | 265                                              |
| 1800 | 1800                                             |                                                  | 258                                              | 258                                              |
| 1806 | 1806                                             |                                                  | 288                                              | 288                                              |
| 1829 | 1829                                             |                                                  | 341                                              | 341                                              |
| 1834 | 1834                                             |                                                  | 289                                              | 289                                              |
| 1840 | 1840                                             |                                                  | 320                                              | 320                                              |
| 1846 | 1846                                             |                                                  | 321                                              | 321                                              |
| 1852 | 1852                                             |                                                  | 318                                              | 318                                              |
| 1858 | 1858                                             |                                                  | 307                                              | 307                                              |
| 1864 | 1864                                             |                                                  | 282                                              | 282                                              |
| 1871 | 1871                                             |                                                  | 252                                              | 252                                              |
| 1875 | 1875                                             |                                                  | 250                                              | 250                                              |
| 1885 | 1885                                             |                                                  | 238                                              | 238                                              |
| 1895 | 1895                                             |                                                  | 202                                              | 202                                              |
| 1905 | 1905                                             |                                                  | 252                                              | 252                                              |
| 1910 | 1910                                             |                                                  | 228                                              | 228                                              |
| 1925 | 1925                                             |                                                  | 219                                              | 219                                              |
| 1939 | 1939                                             |                                                  | 228                                              | 228                                              |
| 1946 | 1946                                             |                                                  | 303                                              | 303                                              |
| 1950 | 1950                                             |                                                  | 316                                              | 316                                              |
| 1956 | 1956                                             |                                                  | 292                                              | 292                                              |
| 1961 | 1961                                             |                                                  | 277                                              | 277                                              |
| 1967 | 1967                                             |                                                  | 255                                              | 255                                              |
| 1970 | 1970                                             |                                                  | 268                                              | 268                                              |
| 1980 | 1980                                             |                                                  | ?                                                | ?                                                |
| 1990 | 1990                                             |                                                  | ?                                                | ?                                                |
| 2000 | 2000                                             |                                                  | ?                                                | ?                                                |
| 2005 | 2005                                             |                                                  | 222                                              | 222                                              |
| 2011 | 2011                                             |                                                  | 237                                              | 237                                              |
| 2015 | 2015                                             |                                                  | 222                                              | 222                                              |
| 2020 | 2020                                             |                                                  | 220                                              | 220                                              |
| Datenquelle: Historisches Gemeindeverzeichnis für Hessen: Die Bevölkerung der Gemeinden 1834 bis 1967. Wiesbaden: Hessisches Statistisches Landesamt, 1968. Weitere Quellen: ; Gemeinde Grebenhain: webarchiv; Zensus 2011 |                                                  |                                                  |                                                  |                                                  |

### Religion
Hartmannshain gehörte ursprünglich zu dem 1016 gegründeten Kirchspiel Wingershausen, in dem 1527 die Reformation eingeführt wurde. Später gehörte es als Filialort zu Herchenhain, das für 1315 erstmals als eigenständige Pfarrei belegt ist. Mit der Einführung der Reformation im Kirchspiel Herchenhain im Jahr 1536 wurde auch Hartmannshain rein evangelisch und ist dies bis 1945 geblieben.
Historische Religionszugehörigkeit
| • 1829: | 340 evangelische, ein katholischer Einwohner                       |
| • 1961: | 236 evangelische (= 85,20 %), 38 katholische (= 13,72 %) Einwohner |

## Politik
Ortsvorsteher von Hartmannshain ist Jürgen Sill (Stand 2021).

## Vereine

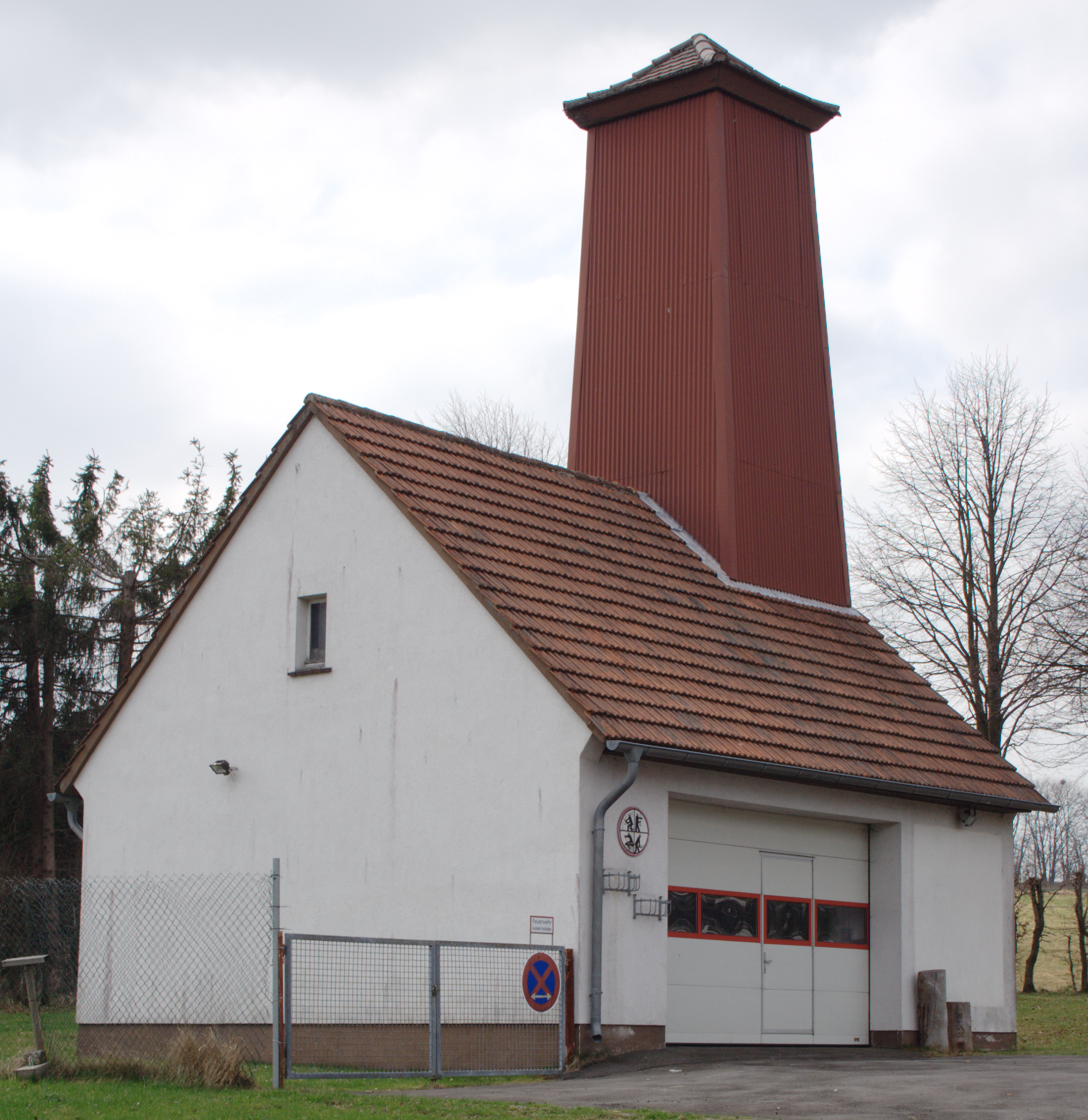
Das Feuerwehrhaus der Gemeinde

In Hartmannshain bestehen heute folgende Vereine und Vereinigungen (Gründungsjahr in Klammern):
- Freiwillige Feuerwehr Hartmannshain (1936)
- Spielvereinigung Hartmannshain/Herchenhain (1956)
- Backgemeinschaft Hartmannshain
- Förderverein Historische Brücke Hartmannshain (2017)

## Wirtschaft und Infrastruktur
Das ursprünglich landwirtschaftlich geprägte Dorf Hartmannshain ist heute nahezu ein reiner Arbeitspendler-Wohnort. Zum örtlichen Gewerbe gehören noch eine Tankstelle und zwei Gastwirtschaften an der Bundesstraße sowie ein Schuhladen.
Auf dem Weißen Stein südöstlich des Dorfes liegt der 1990–1991 als zu diesem Zeitpunkt erste Windpark im deutschen Binnenland erbaute Windenergiepark Vogelsberg. Nach Abschluss eines vollständigen Repowerings im Jahr 2004 und einer Erweiterung im Jahr 2010 besteht der Windpark gegenwärtig aus acht Windkraftanlagen mit einer Gesamtnennleistung von 13,5 MW. Betreiber ist eine Tochtergesellschaft der OVAG.

### Tourismus

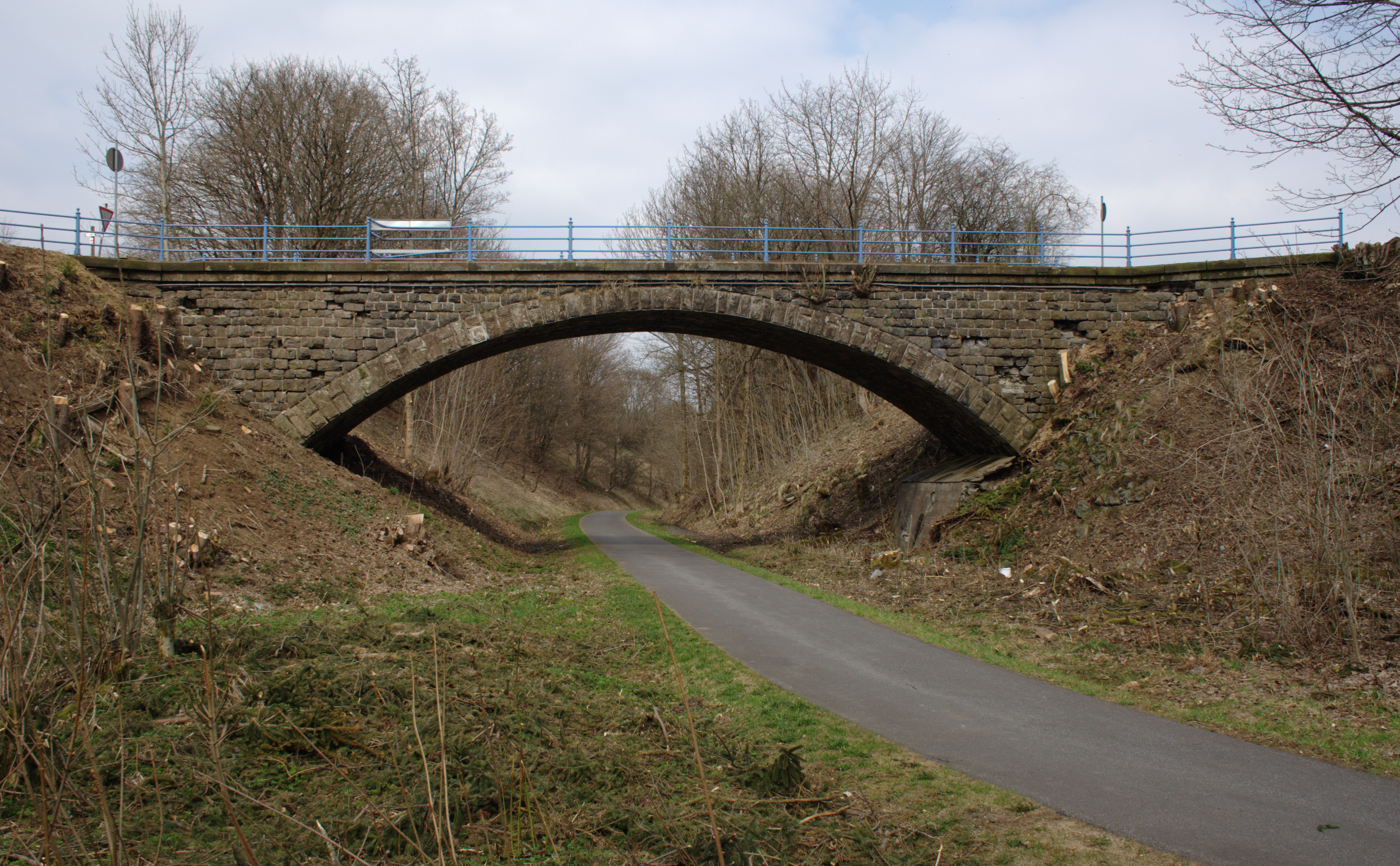
Brücke über die ehemalige Vogelsbergbahn (heute Radwegtrasse) nahe dem alten Bahnhof

Dem Fremdenverkehr dient der im Jahr 2000 eröffnete und 2001 bis Hartmannshain verlängerte Vulkanradweg auf der Trasse der ehemaligen Oberwaldbahn. In Hartmannshain mündet außerdem der Vogelsberger Südbahnradweg in den Vulkanradweg. Inzwischen sind beide Radwanderwege Teil des BahnRadweg Hessen, der auf ehemaligen Bahntrassen etwa 250 km durch den Vogelsberg und die Rhön führt.

### Verkehr
Durch Hartmannshain führt die Bundesstraße 275, in die südwestlich des Ortes die Bundesstraße 276 aus Richtung Hartmannshain einmündet und von da an bis kurz vor Gedern auf der Trasse der B 275 verläuft. In Hartmannshain mündet außerdem die Landesstraße 3338 in die B 275 ein.
Der Bahnhof Hartmannshain lag an der Oberwaldbahn von Glauburg-Stockheim nach Lauterbach (Hess).